# Rhinebothrium maccallumi
Rhinebothrium maccallumi är en plattmaskart. Rhinebothrium maccallumi ingår i släktet Rhinebothrium och familjen Phyllobothriidae. Inga underarter finns listade i Catalogue of Life.